# Soliditet
Soliditet är ett finansiellt nyckeltal som anger hur stor andel av tillgångarna som är finansierade med eget kapital. De tillgångar som inte är finansierade med eget kapital finansieras med lån, också kallat främmande kapital. Soliditet räknar man ut genom att dividera det egna kapitalet med balansomslutningen, vilket är summan av tillgångarna. Det egna kapitalets storlek i förhållande till företagets övriga skulder beskriver företagets långsiktiga betalningsförmåga och är som sådan bland annat intressant i samband med att företaget förhandlar med banken om upptagande av nya lån eller krediter.
Soliditeten kan bara öka på tre sätt:
1. Genom att företaget genererar vinst och denna återinvesteras i företaget
2. Genom amortering av skulder
3. Genom att ägarna skjuter till medel (till exempel genom nyemission).

När företaget går med förlust minskar det egna kapitalet och soliditeten minskar. På så sätt bestämmer företagets soliditet hur länge företagets resultat kan vara negativt innan konkurs. Dessutom finns tillgångarna ofta i form av aktier, fastigheter eller liknande. Vid en fastighetskrasch eller aktiekrasch kan tillgångarna snabbt minska i värde, och vid liten soliditet riskerar skulderna att snabbt överstiga tillgångarna, även utan att verksamheten uppvisar negativt resultat. Samtidigt är eget kapital ett dyrt sätt att finansiera verksamheten då ägarnas avkastningskrav ofta är högre än räntan på banklån. Av den anledningen är ett vanligt soliditetsmål omkring 30–40 procent.
Soliditet skall inte förväxlas med skuldsättningsgrad vilket är besläktat med soliditet men som används specifikt för att beräkna företagets finansiella risk (räntekänslighet).

## Bankers soliditet
I juni 2017 presenterade Westnova Management AB sin årliga jämförelse av soliditeten hos Sveriges banker per 2017-12-31. Detta visade att landets sparbanker har en genomsnittlig soliditet på 15,4 (15,9) procent, tre gånger högre än storbankernas 5,6 (5,4) procent. Bara tre banker hade en soliditet över 30 procent. I topp fanns Virserums sparbank med 31,0 (30,9) procent, Sparbanken Lidköping AB med 30,3 (33,2) procent, OK-Q8 bank med 30,1 procent och Högsby sparbank med 27,7 (29,3) procent (föregående år inom parentes).

## Soliditet i Sverige
I Sverige beräknas obeskattade reserver skilt från eget kapital. Detta läggs därför till det egna kapitalet när soliditeten beräknas (justerade för den latenta skatt som kommer att betalas om/när reserverna tas ut som vinst). Bolagsskatten är 20,6% för beskattningsår som börjar efter den 31 december 2020.
Beräkning av soliditet
{\displaystyle {\frac {{\text{Eget kapital}}+(1-bolagsskatt){\text{ x obeskattade reserver}}}{\text{Balansomslutning}}}}